# Xining

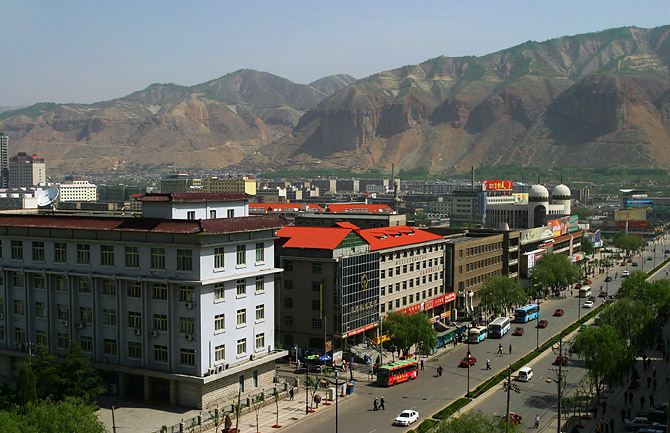
Xining, Chingai, China

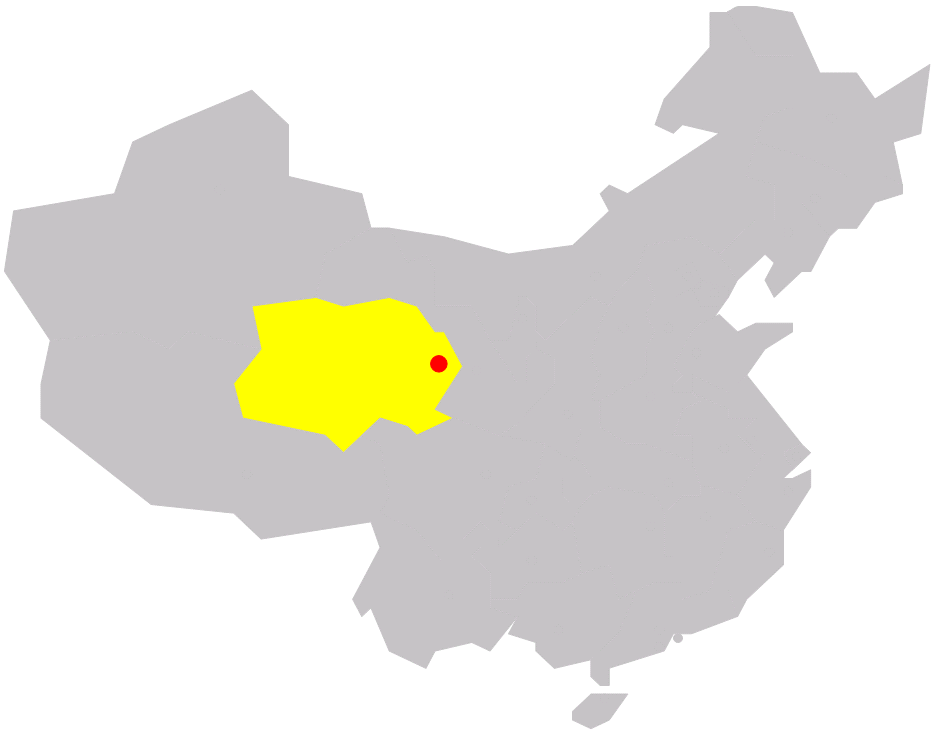
Xining em China

Xining em Chingai

Xining (西宁) é a capital da província de Chingai, China. No dia 14 de abril de 2010 Xining foi atingida por um forte terremoto.
Em 1872, a cidade foi palco de uma importante batalha durante a Revolta Dungan

## Subdivisões
|                            | Chinês | Área (km²) | População |
| -------------------------- | ------ | ---------- | --------- |
| Distritos                  |        |            |           |
| Distrito de Chengzhong     | 城中区 | 11         | 150 000   |
| Distrito de Chengdong      | 城东区 | 115        | 230 000   |
| Distrito de Chengxi        | 城西区 | 79         | 220 000   |
| Distrito de Chengbei       | 城北区 | 138        | 200 000   |
| Condados                   |        |            |           |
| Condado de Huangyuan       | 湟源县 | 1 609      | 140 000   |
| Condado de Huangzhong      | 湟中县 | 2 430      | 470 000   |
| Condado Autônomo           |        |            |           |
| Condado Autônomo de Datong | 大通   | 3 090      | 430 000   |